# خطة الهروب: المهربون (فلم)
خطة الهروب: المهربون (بالإنجليزية: Escape Plan: The Extractors) هو فيلم أكشن وإثارة تم إنتاجه في الولايات المتحدة وصدر سنة 2019 بطولة سلفيستر ستالون وديف باتيستا وفيفتي سنت، وهو الجزء الثالث من سلسلة أفلام «خطة الهروب».

## القصة
تختفي ابنة أحد المسؤولين التنفيذيين في شركة هونج كونج للتكنولوجيا، وكان يبدو أن ذلك من أجل فدية، وبينما يتعمق (بريسلين) وطاقمه أكثر فأكثر، يكتشفون أن الجاني هو ابن مختل لأحد خصومهم السابقين، والذي خطف أيضًا حبيبة بريسلين ويحتجزها داخل السجن الضخم المعروف باسم محطة الشيطان.

## الميزانية والإيرادات
حقق الفيلم أرباح تقدر بـ 716,838 دولار.

## روابط خارجية
- مقالات تستعمل روابط فنية بلا صلة مع ويكي بيانات

لا توجد روابط لمواقع التواصل الاجتماعي.